# 君がここにいてほしい
「君がここにいてほしい」（きみがここにいてほしい）は、日本のシンガーソングライターである杉山清貴の楽曲。
表題曲の「君がここにいてほしい」は、フジテレビ系『なるほど!ザ・ワールド』のエンディングテーマ、カップリング曲の「INSIDE COLORS」は、JR東海「秋の京都キャンペーン」のイメージソングとしてオンエアされ、1989年10月21日にVAPのEmbarkレーベルから9枚目のシングルとしてリリースされた。
表題曲およびカップリング曲ともにオリジナル・アルバムには未収録であり、ベスト・アルバム『greatest hits.』（1991年）にてアルバム初収録となった。

## リリース
1989年10月21日にVAPのEmbarkレーベルから、8cmCDとCTの2形態でリリースされ、プロモーション盤のみ7インチレコードがプレスされた。なお、今作を以てVAPからリリースされた最後のシングルとなった。

## 収録曲
| 全作曲: 杉山清貴、全編曲: 小島良喜。 |                          |            |            |      |
| #                                    | タイトル                 | 作詞       | 作曲・編曲 | 時間 |
| 1.                                   | 「君がここにいてほしい」 | 田口俊     | 杉山清貴   | 3:52 |
| 2.                                   | 「INSIDE COLORS」        | 青木久美子 | 杉山清貴   | 4:42 |
| 合計時間:                            | 合計時間:                | 合計時間:  | 8:34       |      |

| 全作曲: 杉山清貴、全編曲: 小島良喜。 |                                                |           |            |      |
| #                                    | タイトル                                       | 作詞      | 作曲・編曲 | 時間 |
| 1.                                   | 「君がここにいてほしい」                       | 田口俊    | 杉山清貴   | 3:52 |
| 2.                                   | 「君がここにいてほしい」(オリジナル・カラオケ) |           | 杉山清貴   | 3:52 |
| 合計時間:                            | 合計時間:                                      | 合計時間: | 7:44       |      |

| 全作曲: 杉山清貴、全編曲: 小島良喜。 |                                         |            |            |      |
| #                                    | タイトル                                | 作詞       | 作曲・編曲 | 時間 |
| 1.                                   | 「INSIDE COLORS」                       | 青木久美子 | 杉山清貴   | 4:42 |
| 2.                                   | 「INSIDE COLORS」(オリジナル・カラオケ) |            | 杉山清貴   | 4:42 |
| 合計時間:                            | 合計時間:                               | 合計時間:  | 9:24       |      |

## リリース履歴
| No. | 日付           | レーベル     | 規格            | 規格品番 | 備考                 |
| --- | -------------- | ------------ | --------------- | -------- | -------------------- |
| 1   | 1989年10月21日 | VAP / Embark | 8cmCD           | 20360    |                      |
| 1   | 1989年10月21日 | VAP / Embark | CT              | 40360    |                      |
| 1   | 1989年10月21日 | VAP / Embark | 7インチレコード | PR-142   | プロモーション盤のみ |

## タイアップ
| # | 曲名                     | タイアップ                                                        | 出典 |
| - | ------------------------ | ----------------------------------------------------------------- | ---- |
| 1 | 「君がここにいてほしい」 | フジテレビ系全国ネット『なるほど!ザ・ワールド』エンディングテーマ |      |
| 2 | 「INSIDE COLORS」        | JR東海「秋の京都キャンペーン」イメージソング                      |      |